# Церковь Святого Олафа (Уосдэйл)

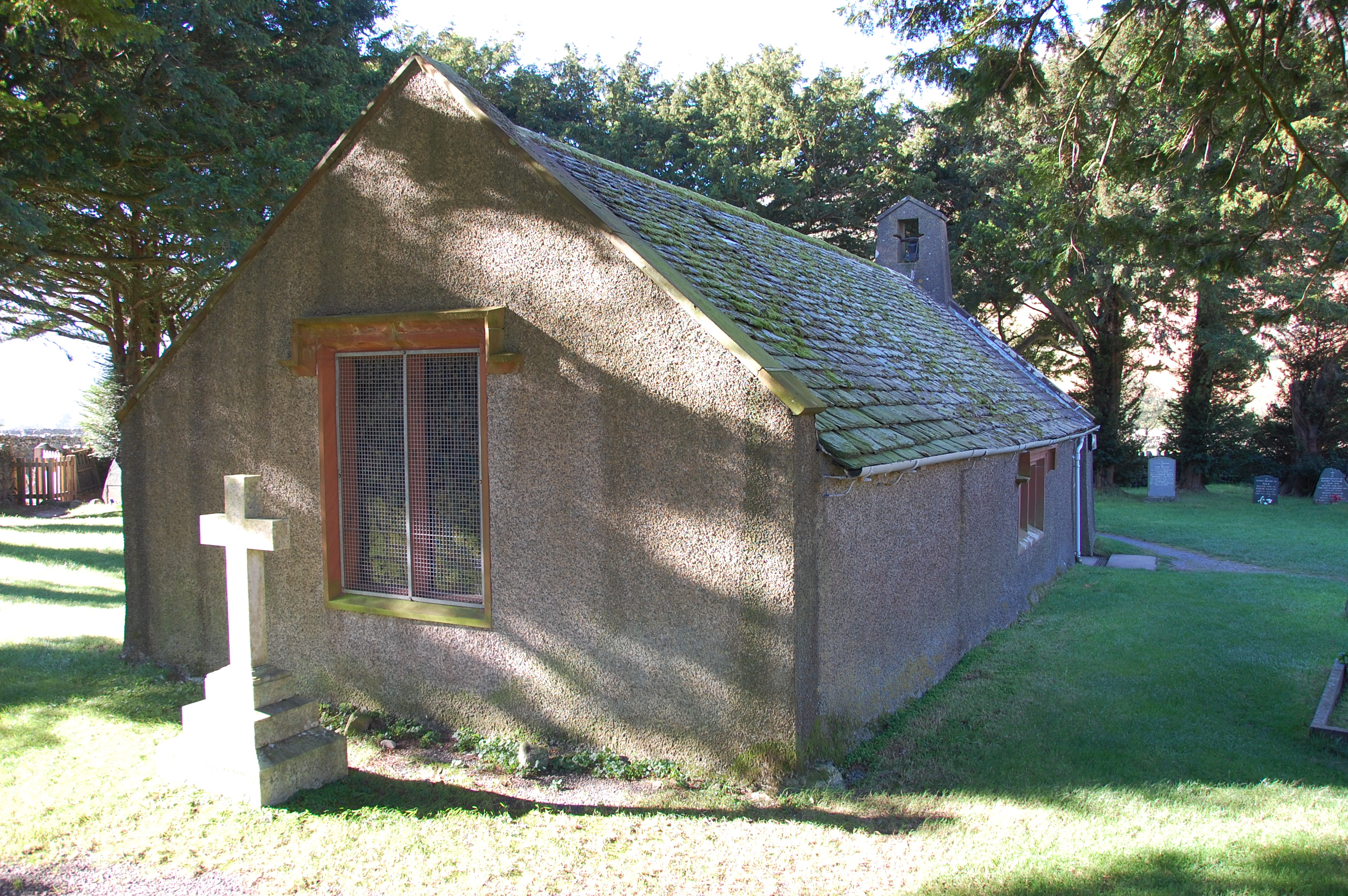

Церковь святого Олафа (англ. Church of St Olaf) — англиканская церковь в деревне Уосдэйл-Хед (Камбрия).

## История
Точная дата постройки здания неизвестна, первое упоминание датируется 1550 годом, но предполагается, что церковь на данном месте стояла со времён викингов. Во имя Святого Олафа церковь была освящена лишь в 1977 году. Относится церковь к Диоцезу Карлайла.

## Интересные факты
Здание церкви Святого Олафа является одним из наименьших по размеру построек среди религиозных сооружений Великобритании. Местные жители её считают самой маленькой. Однако, в Камбрии распространена шутка, что в Уосдэйл-Хеде «самая маленькая церковь и самые большие вруны».